# Maria Estreicherówna
Maria Estreicherówna (ur. 18 grudnia 1876 w Krakowie, zm. 11 października 1966 tamże) – nauczycielka, pisarka i tłumaczka.

## Życiorys
Pochodziła ze znanej krakowskiej rodziny Estreicherów, była córką Karola Estreichera (starszego), a siostrą Stanisława i Tadeusza Estreicherów. Była jedną z pierwszych w Polsce kobiet z tytułem doktorskim z filozofii i anglistyki. Znana z działalności społecznej. Publikowała prace historyczne, m.in. książkę Życie towarzyskie i obyczajowe Krakowa w latach 1848-1863 oraz artykuł Z dziejów krakowskich konspiracji (Rocznik Krakowski, t. XXX). Autorka licznych tłumaczeń, m.in. angielskich poezji. Pochowana na cmentarzu Rakowickim w Krakowie w grobowcu rodzinnym (kw. BA, rząd południowy).